# فربيون رمحي
الفربيون الرمحي (باللاتينية: Euphorbia cuspidata) نوع نباتي يتبع جنس الفربيون من الفصيلة اللبنية.

## الموئل والانتشار
ينتشر في بلاد الشام.

## مرادفات للاسم العلمي
- (باللاتينية: Euphorbia chesneyi (Klotzsch & Garcke) Boiss.)
- (باللاتينية: Euphorbia fieldii Sirj.)
- (باللاتينية: Euphorbia palmyrena Mouterde)
- (باللاتينية: Tithymalus chesneyi Klotzsch & Garcke)
- (باللاتينية: Tithymalus palmyrenus (Mouterde) Soják)